# Macierz pozakomórkowa
Macierz pozakomórkowa, ECM (od ang. extracellular matrix), macierz zewnątrzkomórkowa, macierz międzykomórkowa, istota międzykomórkowa, substancja międzykomórkowa, substancja pozakomórkowa (łac. substantia intercellularis) – mieszanina wytwarzana przez komórki i wypełniająca przestrzeń między nimi, będąca częścią składową tkanek i je zespalającą. Specyficznym rodzajem macierzy pozakomórkowej jest osocze krwi.
Składa się ona z:
- formy upostaciowionej[1], czyli włókien kolagenowych, siateczkowych i sprężystych[1][2]
- formy bezpostaciowej[1] (substancji podstawowej[1][2], istoty podstawowej[1][4], macierzy[1]), czyli bezstrukturalnej części substancji międzykomórkowej[5]

Bywa wyróżniany też płyn tkankowy, jako roztwór jonów, pierwiastków i związków drobnocząsteczkowych.
Macierz pozakomórkowa jest skomplikowaną strukturą sieciową, której elementy budulcowe stanowią cząsteczki wydzielane przez komórki do przestrzeni międzykomórkowej (najczęściej są nimi polisacharydy oraz związane z nimi białka). W zależności od rodzaju cząsteczek składowych może mieć ona odmienną budowę, na przykład zwarte warstwy makrocząsteczek tworzą błonę podstawną. 
Zasadniczo cząsteczki tworzące tę strukturę można podzielić na trzy główne klasy: kolageny, proteoglikany oraz białka wiążące integryny. Właściwości macierzy pozakomórkowej są zdeterminowane przez tworzące ją związki chemiczne oraz ich wzajemne proporcje ilościowe. Substancja międzykomórkowa stanowi istotny składnik wielu tkanek, zwłaszcza łącznych. Istnieją opinie, że pełni ona istotną rolę w ustalaniu wzorca różnicowania się organizmu, gdyż niektóre proteoglikany są kluczowe dla transportu morfogenów.